# Seznam slovaških tenisačev
Seznam slovaških tenisačev.

## B
- Karol Beck

## C
- Ľudmila Cervanová
- Dominika Cibulková

## Č
- Jana Čepelová
- Pavol Červenák

## D
- Lenka Dlhopolcová

## G
- Jarmila Gajdošová
- Norbert Gombos

## H
- Karina Habšudová
- Daniela Hantuchová
- Martina Hingis
- Michaela Hončová
- Filip Horanský
- Dominik Hrbatý
- Viktória Hrunčáková
- Janette Husárová

## K
- Ivo Klec
- Lukas Klein
- Martin Kližan
- Jozef Kovalík
- Ján Krošlák
- Karol Kučera
- Kristína Kučová
- Zuzana Kučová
- Ľubomíra Kurhajcová

## L
- Lukáš Lacko
- Zuzana Luknárová

## M
- Andrej Martin
- Miloslav Mečíř
- Miloslav Mečíř mlajši
- Michal Mertiňák
- Tereza Mihalíková
- Alex Molčan

## N
- Henrieta Nagyová
- Dominika Nociarová

## P
- Filip Polášek

## R
- Magdaléna Rybáriková

## S
- Anna Karolína Schmiedlová

## Š
- Chantal Škamlová
- Rebecca Šramková

## T
- Lenka Tvarošková

## V
- Marián Vajda

## Z
- Igor Zelenay